# Auto-extractible

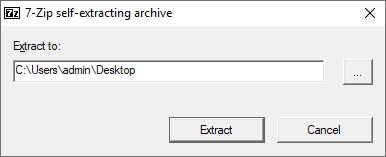
Une archive auto-extractible créée avec 7-Zip.

Un fichier auto-extractible, également connu sous le sigle SFX (pour l'anglais self-extracting archive), est un type de fichier informatique compressé qui contient en lui-même les outils nécessaires à sa propre décompression, de sorte que contrairement aux autres fichiers compressés, il n'est pas nécessaire de disposer d'un logiciel de compression pour accéder aux données qu'il contient. Il s'agit d'un fichier exécutable qui contient la charge utile. Il suffit généralement d'en changer l'extension (*.exe sous Windows) et de double-cliquer dessus pour que la décompression s'opère. Naturellement il faut que ce fichier exécutable soit exécutable sous le système d'exploitation considéré.

## Sécurité
Distribuer des archives sous forme auto-extractible peut rebuter certains utilisateurs, car de tels fichiers, en tant qu'exécutables, pourraient contenir du code malveillant tel que des virus ou des chevaux de Troie, si bien que des fichiers compressés de manière habituelle, sans code exécutable, leur sont parfois préférés. Cependant, de nombreux logiciels de compression sont capables d'ouvrir des fichiers auto-extractibles comme s'il s'agissait d'archives habituelles.